# قط بالي

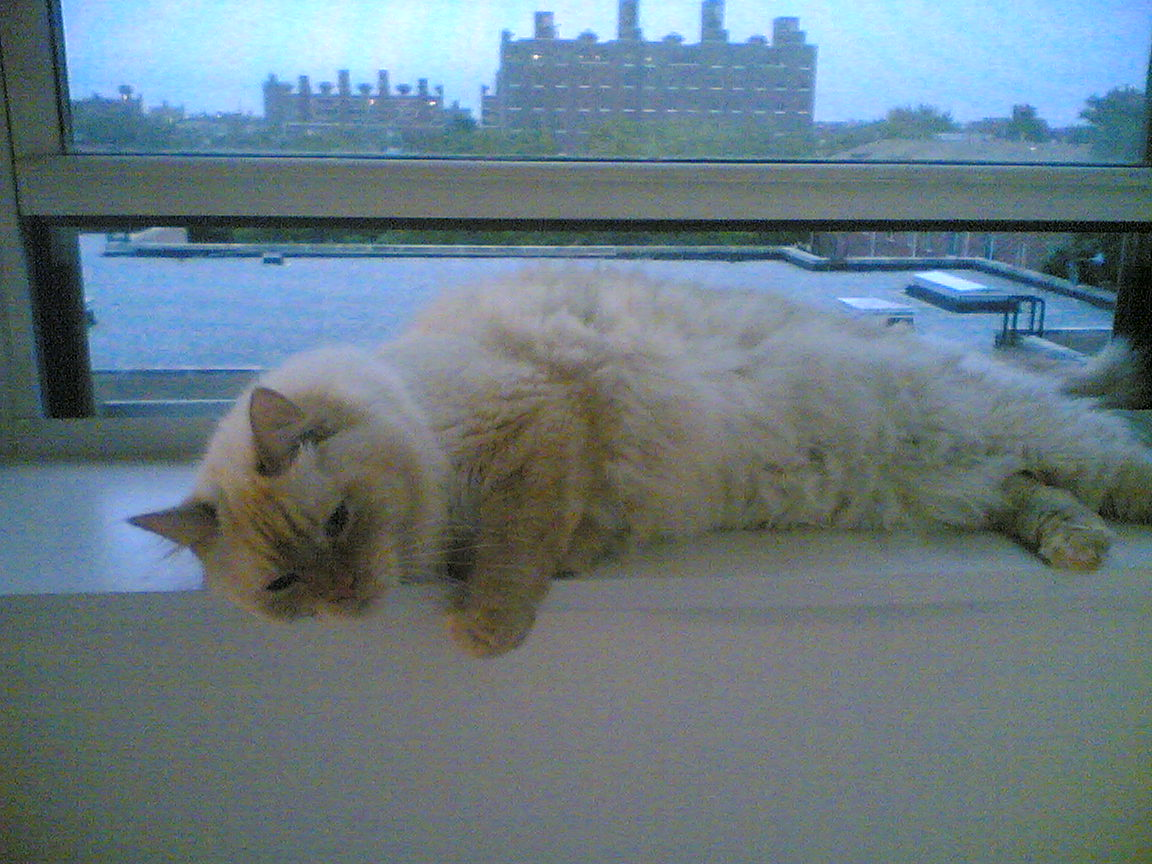
قطٌ بالي

القط الباليّ (نسبة إلى الرقص الباليّ في بالي) المنشا في أمريكا 1950 ولدت قطط صغيرة من أم سيامية ولكن ليس لها الشعر التقليدي القصير بل بشعر حريري طويل كثيف في أعلى الجسم وقصير في أسفله، لها نفس قناع وجه السيامي. جسمه خفيف وعضلاته جيدة، حركاته رشيقة، سيقانه الخلفية أطول من الأمامية، رأسه متناسق، والأنف طويل والعيون لوزتان منحرفتان زرق والذيل طويل وبه شعر أغزر من السيامي. ودود ذكي له نفس صوت ونغمات السيامي، السلالة إذا سافدت نفس النوع يعطى هريرات باليّة، أما إذا سافدت سياميًا فسيعطى هريراتٍ سيامية.